# Labouheyre
Labouheyre – miejscowość i gmina we Francji, w regionie Nowa Akwitania, w departamencie Landy.
Według danych na rok 1990 gminę zamieszkiwało 2816 osób, a gęstość zaludnienia wynosiła 78 osób/km² (wśród 2290 gmin Akwitanii Labouheyre plasuje się na 154. miejscu pod względem liczby ludności, natomiast pod względem powierzchni na miejscu 209.).